# Кућа магичног сата
Кућа магичног сата (енгл. The House with a Clock in Its Walls) је америчка фантастична комедија из 2018. године, у режији Илаја Рота, по истоименом роману Џона Беларса. Главне улоге глуме: Џек Блек, Кејт Бланчет, Овен Вакаро, Рене Елиз Голдсбери, Сани Суљић и Кајл Маклохлан. Филм прати дечака Луиса који је послат да живи са својим ујаком Џонатаном у његовој старој, трошној кући. Убрзо сазнаје да је у њему раније живео зли вештац.
Приказан је 21. септембра 2018. године у САД, односно 4. октобра у Србији. Остварио је комерцијални успех, зарадивши 131 милион долара широм света, те добио углавном позитивне рецензије критичара, који су посебно похвалили глумачку поставу, али сматрали да није у потпуности испунио свој потенцијал.

## Радња
Десетогодишњи Луис Барнавелт почиње живети са својим ујаком у старој, застрашујућој и изузетно необичној кући. У њој је пре њих живео брачни пар који је покушао уништити свет. Непосредно пре смрти, израдили су сат који је скривен унутар зидова куће, а сваки његов откуцај означава како је апокалипса све ближе.

## Улоге
| Глумац              | Улога              |
| ------------------- | ------------------ |
| Џек Блек            | Џонатан Барнавелт  |
| Кејт Бланчет        | Флоренс Зимерман   |
| Овен Вакаро         | Луис Барнавелт     |
| Рене Елиз Голдсбери | Селена Изард       |
| Сани Суљић          | Тарби Кориган      |
| Колин Камп          | госпођа Ханчет     |
| Лоренца Изо         | госпођа Барнавелт  |
| Кајл Маклохлан      | Ајзак Изард        |
| Ванеса Ен Вилијамс  | Роуз Рита Потингер |